# Conan (série télévisée)
Pour les articles homonymes, voir Conan.
Conan est une série télévisée américano-germano-mexicaine en 22 épisodes de 43 minutes, créée d'après les personnages de Robert E. Howard, et diffusée du 22 septembre 1997 au 24 mai 1998 en syndication.
En France, la série a été diffusée du 25 juillet 2000 au 8 août 2000 puis rediffusée du 9 août 2000 au 21 août 2000 sur France 2.

## Synopsis
Entre l'époque où les océans engloutirent la cité d'Atlantide et celle où les hommes apprirent l'écriture, Conan, esclave devenu guerrier, a voulu, avec ses compagnons, redonner la liberté aux hommes de Cimmérie, sa patrie. Aidé par Crom qui le guide à travers son épée.

## Distribution
- Ralf Moeller (VF : Joël Martineau) : Conan de Cimmérie
- Danny Woodburn (VF : Gérard Surugue) : Otli le nain
- T.J. Storm (en) : Bayu
- Robert McRay : Zzeben
- Jeremy Kemp (VF : Marc Cassot) : Hissah Zul
- Aly Dunne (VF : Denise Metmer): Karella
- Andrew Craig : Vulkar
- A.C. Quart-Hadosht : Le crâne qui parle

## Fiche technique
- Supervision de la production : Burton Armus et Jefferson Richard
- Producteurs : Peter Chesney et Brian Yuzna
- Producteur associé : Larry Goldstein
- Coproducteurs : Bruce Golin, Janice Hendler, Steve Hayes et Roy Thomas
- Producteurs exécutifs : Max A. Keller, Micheline H. Keller, Jacques Konckier
- Coproducteurs exécutifs : Chris Lancey, François Lesterlin et Arthur Lieberman
- Musique : Charles Fox
- Photographie : Adolfo Bartoli et Raphael Smadja
- Montage : Stephen Butler, Carolle Alain et Ken Bornstein
- Distribution : Barbara King
- Décors : Giovanni Natalucci
- Costumes : Michaela Gisotti
- Effets spéciaux de maquillage : Carlos Solana, Gabriel Solana et Dominique Bram
- Supervision des effets visuels : Peter Chesney, Mark Kochinski, David Kuklish et Ken Stranahan
- Aides : Arnold Schwarzenegger
- Compagnies de production : Balenciaga Productions - Keller Entertainment Group - Threshold Entertainment - Western International Syndication - ZDF
- Compagnie de distribution : Keller Entertainment Group
- Pays d'origine :  Allemagne /  États-Unis /  Mexique
- Langue : Anglais stéréo / Allemand stéréo
- Durée : 43 minutes
- Image : Couleurs
- Ratio : 1.33:1 plein écran

## Épisodes
1. Le Cœur de l'éléphant 1re partie (The Heart of the Elephant, part 1)
2. Le Cœur de l'éléphant 2e partie (The Heart of the Elephant, part 2)
3. La Légende d'Asgard (Lair of the Beastmen)
4. Le Siège (The Siege of Ahl Sohn-Bar)
5. Un ami (A Friend in Need)
6. La Forêt de rubis (The Ruby Fruit Forest)
7. Les Trois Grâces (The Three Virgins)
8. La Rançon (Ransom)
9. La Malédiction d'Afka (The Curse of Afka)
10. L'Imposteur (Impostor)
11. Les Amazones (Amazon Woman)
12. Retour au pays (Homecoming)
13. La Belle Furie (The Taming)
14. Sonja (Red Sonja)
15. L'ombre de la mort (Shadows of Death)
16. L'Enfant (The Child)
17. La Flèche de cristal (The Crystal Arrow)
18. Le Labyrinthe (Labyrinth)
19. La Caverne (The Cavern)
20. L'Antidote (Antidote)
21. L'Héritière (Heir Apparent)
22. Les Trois Magiciens (Lethal Wizards)

## Téléfilm
- 1998 : Conan: The Adventurer de Martin Denning et Mark Roper

## Commentaires
Cette série fantastique ne connut pas un énorme succès et il n'y eut donc pas d'autres saisons. Cependant, elle fut diffusée dans 15 pays.
À noter, Ralf Moeller, interprète de Conan et élu deux fois Monsieur Univers, est un ami d'Arnold Schwarzenegger.
Les scènes extérieures du pilote ont été tournées à Puerto Vallarta au Mexique. Les scènes d'extérieur des épisodes ont été tournées à Mexico.

## Sortie DVD
- Royaume-Uni :

L'intégralité des épisodes est sortie en DVD chez l'éditeur anglais Optimum Home Entertainment. Le coffret comprend 5 disques avec un ratio image d'origine plein écran. L'audio est en anglais stéréo 2.0. 